# Schizotetranychus lanyuensis
Schizotetranychus lanyuensis är en spindeldjursart som beskrevs av Tseng 1975. Schizotetranychus lanyuensis ingår i släktet Schizotetranychus och familjen Tetranychidae. Inga underarter finns listade i Catalogue of Life.